# بوگورودسکی (باشقیرستان)
بوگورودسکی (انگلیسی: Bogorodsky, Republic of Bashkortostan) یک شهرک در شهرستان یرمکیفسکی استان باشقیرستان کشور روسیه است.